# 21665 Frege
21665 Frege (1999 RR1) là một tiểu hành tinh vành đai chính được phát hiện ngày 5 tháng 9 năm 1999 bởi P. G. Comba ở Prescott.